# Manuel Abad y Queipo
Manuel Abad y Queipo (ur. 1769 zm. 1824) - biskup Valladolidu w Meksyku.
Wróg trybunału inkwizycyjnego w Rzymie. Pozbawiony swej godności i uwięziony przez Ferdynanda VII, odzyskał chwilowo wolność w 1820, podczas rewolucji hiszpańskiej; po jej klęsce został skazany przez inkwizycję na wygnanie.